# Vallorcine
Vallorcine település Franciaországban, Haute-Savoie megyében. Lakosainak száma 432 fő (2022. január 1.). Vallorcine Chamonix-Mont-Blanc, Passy és Sixt-Fer-à-Cheval községekkel határos.

## Népesség
A település népessége az elmúlt években az alábbi módon változott:
| Lakosok száma | 403  | 394  | 409  | 400  | 404  | 406  | 407  | 409  | 432  |
|               | 2013 | 2015 | 2016 | 2017 | 2018 | 2019 | 2020 | 2021 | 2022 |